# Saldae
Saldae war eine antike Küstenstadt in der römischen Provinz Mauretania Caesariensis (in der Spätantike Mauretania Sitifensis). Die Stadt liegt bei dem heutigen Bejaia im Nordosten Algeriens.
Die von den Karthagern gegründete Stadt entwickelte sich während der Zeit des Römischen Reiches unter dem Namen Saldae oder Civitas Salditana zu einem bedeutenden Militär- und Handelsstützpunkt. So gilt Saldae als ein Stützpunkt der mauretanischen Flotte (Classis Mauretanica).
Auf die Stadt geht das Titularbistum Saldae der römisch-katholischen Kirche zurück.